# Madonna col Bambino in gloria e i santi Giovanni Battista, Francesco, Girolamo e Giuseppe
La Madonna in gloria con Bambino e i santi Giovanni Battista, Francesco, Girolamo e Giuseppe è un dipinto a olio su tela conservato nella parrocchiale di San Giacomo Maggiore di Sedrina. Il dipinto ubicato come pala d'altare, fu commissionato all'artista veneziano Lorenzo Lotto nel 1541 da mercanti bergamschi ed è datato 1542.

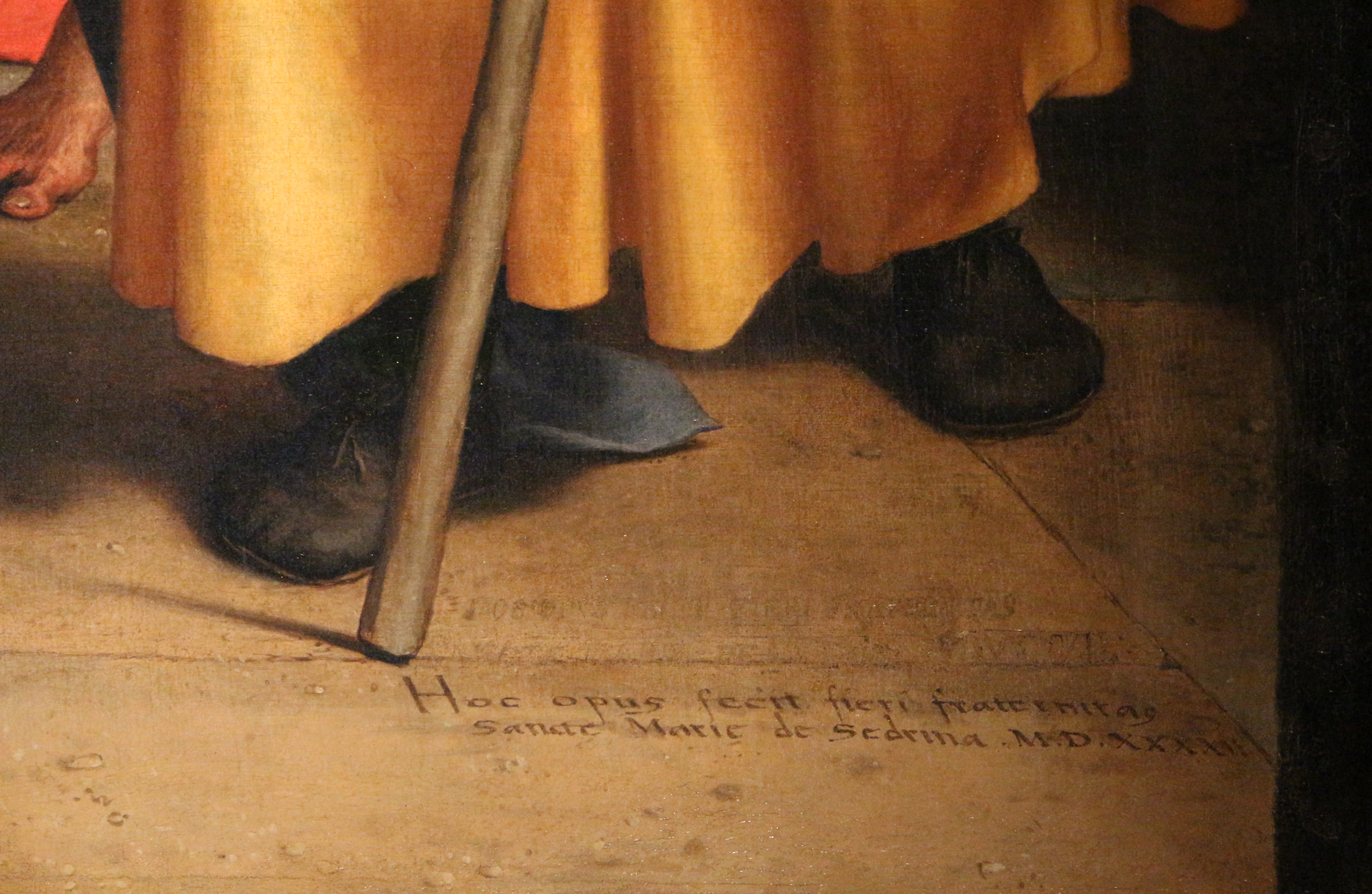
Dedica posta a destra della tela

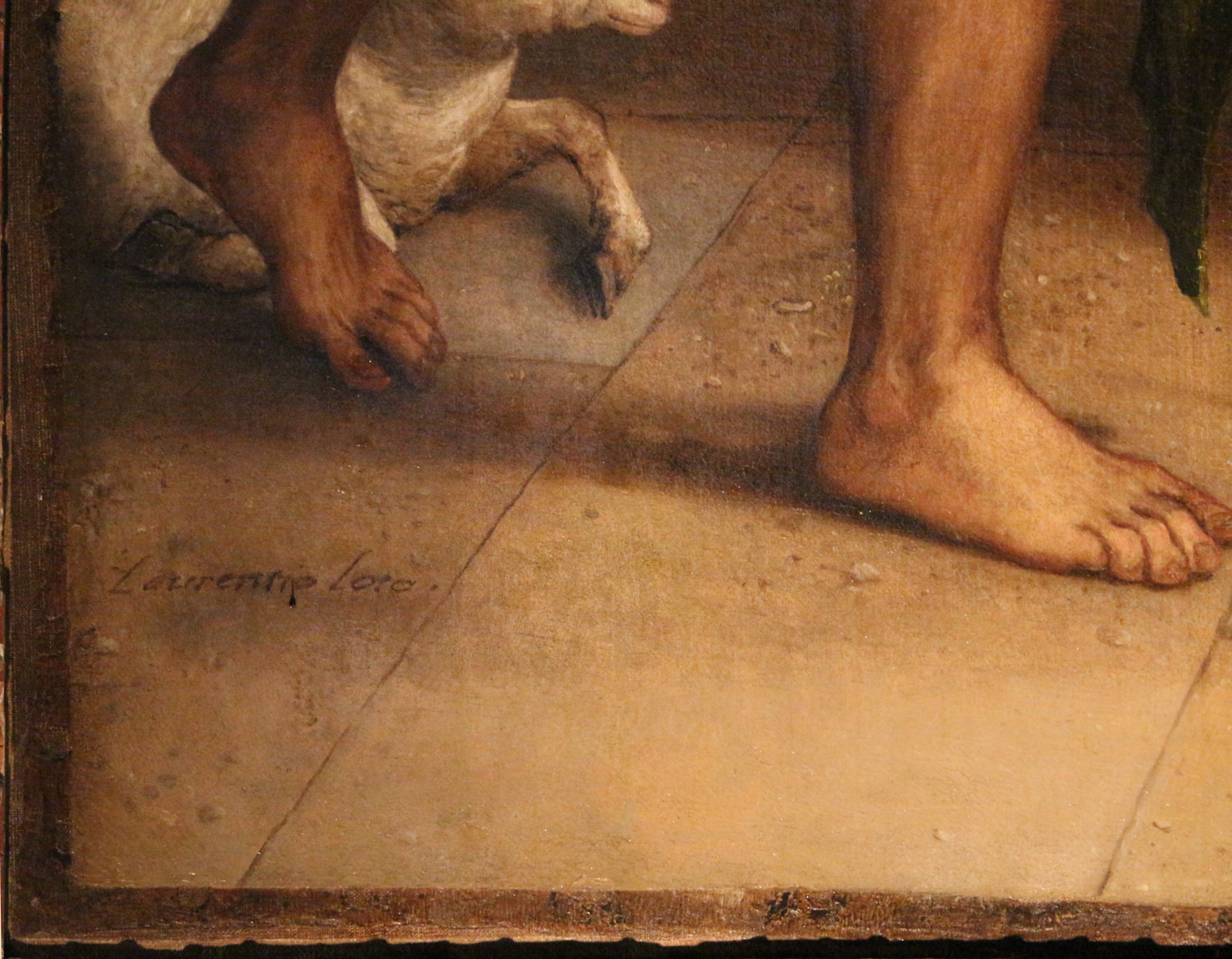
Firma posta a sinistra della tela

## Storia
Lorenzo Lotto, artista veneziano, ha vissuto dal 1513 al 1526 a Bergamo dove ha lasciato molte sue opere, questa però è stata commissionata e realizzata successivamente quando l'artista aveva fatto ritorno a Venezia. Il Lotto registrava ogni cosa sul suo Libro di spese diverse e il 28 dicembre 1541 registrò l'accordo che aveva preso: con li homini de Sedrina, mercanti de vin su la Riva del Ferro, bergamaschi. La nota descrive tutte le caratteristiche che la tela doveva avere: “alta nove piedi e larga sei, contenente cinque figure, per un compenso di cinquanta scudi d'oro”.
L'artista fu saldato il 5 agosto 1542 e la tela inviata a Sedrina per essere collocata sull'altare di destra del presbiterio retto dalla Confraternita di Santa Maria.
La tela fu considerata opera minore e non curata dall'artista, perché era destinata a una località decentrata rispetto alla città di Bergamo, ma l'ufficialità che gli aveva dato il Lotto apponendone la firma Lurentio Loto e anche la dedicazione Hoc opus fecit fieri fraternita Sancte Marie de Sedrina MDXXXXII indica l'importanza e la cura dell'autore considerato anche le grandi dimensioni dell'opera. Il dipinto non ha sicuramente l'impianto complesso del dipinto Elemosina di sant'Antonino realizzato nel medesimo periodo, ma ha una facile lettura sia per gli abitanti del Cinquecento di Sedrina che quelli che si susseguirono successivamente ai quali manca quell'importante cultura con i relativi codici comunicativi andati persi. I primi tre sono posti a testimoniare ai fedeli la passione di Cristo.

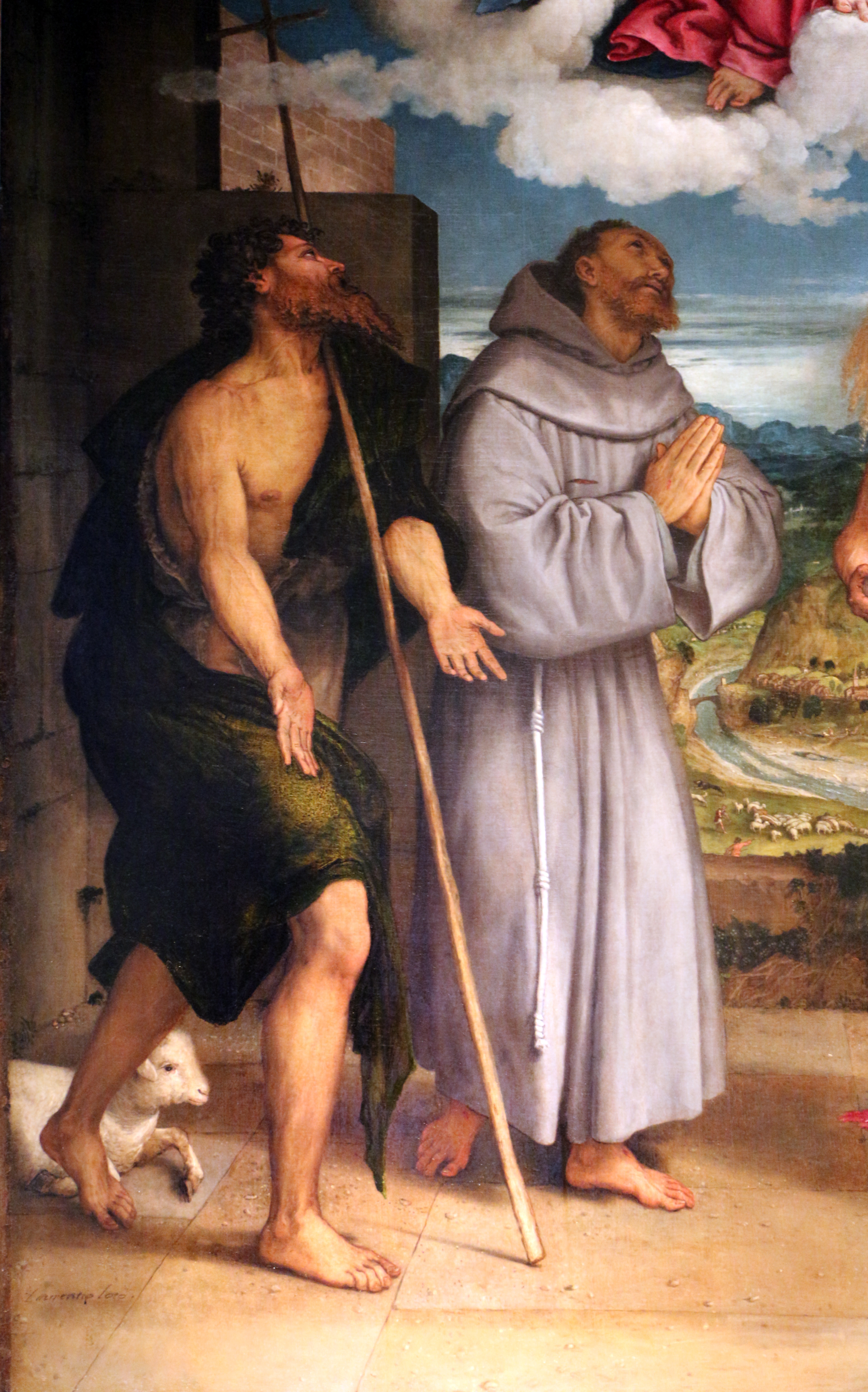
Particolare con san Giovanni Battista e san Francesco

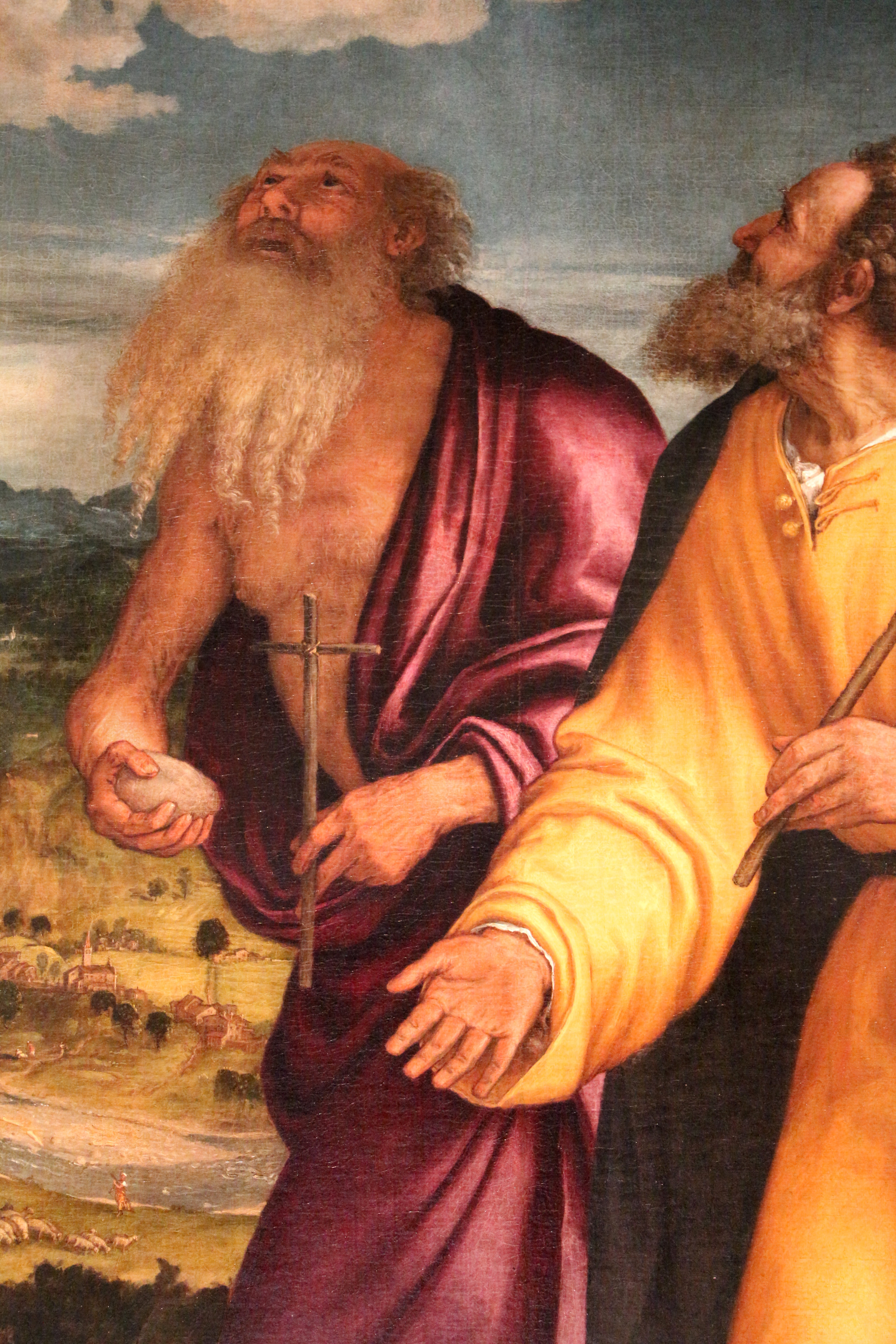
Particolare san Girolamo e san Giuseppe

La richiesta di una pala dedicata alla Madonna era cosa scontata per la confraternita a lei dedicata, e pure i santi furono scelti dai commercianti bergamaschi. Se nella committenza non vi è chiaro riferimento all'attività dei commercianti, si considera che essi erano venditori di vino per la scelta metaforicamente illustrata, quella della Passione: il vino prodotto dagli uomini, che nell'ultima cena diventa sangue di Cristo, salvezza di tutti i popoli, e nell'intento della congregazione agli abitanti di Sedrina, località raffigurata nel paesaggio.

## Descrizione
Il dipinto è conservato come pala dell'altare della cappella da destra del presbiterio inserito in un'ancona centinata dorata in stile classico.

La tela è ricca di riferimenti,e simbolismi, come ogni opera dell'artista, e raffigura una sacra conversazione: la Madonna col Bambino in gloria con i santi Giovanni Battista, Francesco, Girolamo e Giuseppe. Il dipinto si divide in due ordini. 
In quello superiore è raffigurata la Vergine con il Bambino posta su un trono di nubi che scendono occupando anche parte dell'ordine inferiore dando poco spazio ai santi che pare non riescano neppure a sollevare il capo. Il suo volto è quella di una giovane popolana, unica forse per l'artista veneziano. Intorno a Lei un coro di sette angioletti. Regge Gesù Bambino solo con la mano destra con un tocco lieve, coprendolo parzialmente con il suo manto blu acceso e regge con la sinistra un pomo, chiaro riferimento al martirio del divino Figlio, e alla sua completa accettazione.
La donna indossa la veste rossa, colore del dolore, che si scompone nelle sue ampie pieghe, insieme al suo muoversi sporgendosi e avvicinandosi alla terra, quasi spinta da una forza celeste pur mantenendo uno sguardo lontano. Il Bambino sta in precario equilibrio sul ginocchio della madre. Alza la mano destra nel segno benedicente, con le tre dita che indicano la Trinità e le due a indicare la sua natura terrena e divina, mentre la mano sinistra è posta sopra la mela che regge la Madonna. Il Bambino, già conscio del percorso doloroso che finirà con il martirio e la morte, non ne è spaventato, il Lotto lo raffigura, molto vispo, contrariamente alle classiche raffigurazioni cinquecentesche che volevano il Bambino stretto al petto della Madre, l'artista dipinge un figlio già uomo.
Nell'ordine inferiore vi sono i quattro santi posti a semicerchio: Giovanni Battista, Francesco, Girolamo e Giuseppe racchiusi entro alte mura, con una pavimentazione in lastroni di pietra. Entrambi i personaggi sono rappresentati in maniera molto plastica dando la sensazione di persone in cammino, ma con lo sguardo concentrato sulla Vergine posta sopra le loro teste. 
Tra i due ordini vi è dipinta una valle lussureggiante, dove pascola un gregge custodito da attenti pastori, con un fiume attraversato dal ponte; lungo il pendio del monte un piccolo gruppo di case e un edificio di culto ben identificabile. Il paesaggio sarebbe riconducibile al paese di Sedrina attraversato dal fiume Brembo, che forse l'artista non avrebbe mai visitato.

Ognuno dei santi rivolge alla Vergine un'invocazione, e ognuno in modo differente. San Giovanni Battista, primo a sinistra, tiene la croce appoggiata al corpo e l'agnello quietamente posto ai suoi piedi, mentre le mani sono con il palmo aperto. San Giovanni, è il santo che ha annunciato l'arrivo sulla terra del Salvatore, colui che avrebbe portato a una nuova era, la sua presenza è annuncio di vita ma anche di morte anticipata dal suo personale martirio, la croce che regge diventa il legame con il Salvatore. L'artista ha voluto portare in modo prepotente all'attenzione dell'osservatore, questa sua peculiarità.

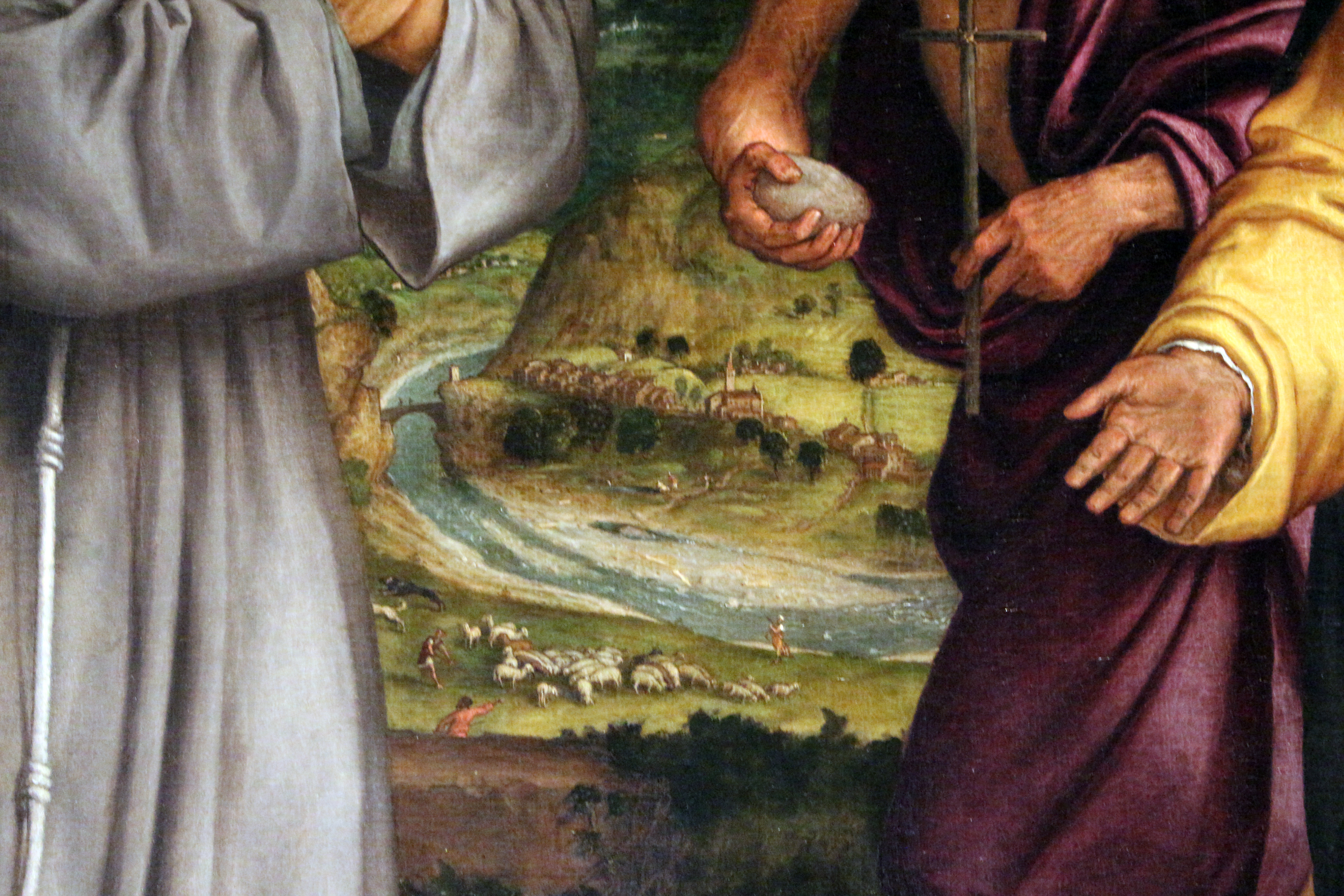
Particolare del paesaggio con la contrada di Sedrina

Segue san Francesco d'Assisi con le mani giunte. Il volto è oscurato dalle nubi che quasi gli sfiorano il capo e sul saio è ben visibile lo squarcio della ferita che il santo a ricevuto alla  Verna. Il Lotto lo raffigura come il Cristo moderno, colui che accetta di vivere la vita del Messia. L'ombra sul suo volto è l'annuncio di morte e resurrezione, non solo sua, ma anche del Bambino, annunciato anche dal frutto del pomo che la Madonna tiene in mano.

San Girolamo, dottore della chiesa, aveva tradotto dall'ebraico al latino le sacre scritture, è raffigurato con gli abiti da penitente, tiene tra le mani il sasso con cui si percuoteva il petto e a sinistra una piccola croce lignea, ai suoi piedi il cappello cardinalizio che il santo non aveva comunque mai adoperato. Contrariamente alle classiche raffigurazioni, il Lotto non lo pone intento al suo lavoro di traduzione, ma nella successiva maturità di chi sceglie la penitenza e la sofferenza quale cammino di redenzione. Il santo è raffigurato con un'espressione di massimo stupore dall'apparizione celeste, con la bocca spalancata e nel gesto di trattenere il sasso, inconsciamente ripete quello che compie la Madonna. Il santo raffigurato con gli strumenti della sofferenza e con la croce portatile testimonia la sua volontà di seguire il maestro anche nel martirio.
Il Lotto dona alla raffigurazione di san Giuseppe tutti gli attributi che lo rendono riconoscibile: la verga fiorita, il bastone e la colomba che vola alle sue spalle. Una mano aperta, spalancata verso l'immagine celeste. Il personaggio, parte integrante della sacra famiglia quale sposo della Madonna, è inserito quale mediatore tra Lei e il popolo devoto. I due santi più vicini alla vita della Madonna, san Giovanni Battista e san Giuseppe sono posti quasi a chiusura di quel semicerchio terreno con le mani che coinvolgono direttamente l'osservatore. 

Vi è inoltre un riferimento importante tra la Vergine che vorrebbe simboleggiare Venezia messa a protezione del piccolo paese di Sedrina, diventando il dipinto non solo un oggetto di fede, ma anche una dichiarazione pubblica di appartenenza, una dichiarazione di fedeltà e di ortodossia non solo religiosa ma pure politica, una raffigurazione metaforica della Madonna che le litanie nominano come città fortificata e inespugnabile, quindi la Vergine come Venezia metafora di solidità e potenza a cui la comunità di Sedrina e i mercanti bergamaschi sono riconoscenti.